# Köprülü (familie)
De familie Köprülü (Turks: Köprülü ailesi) was een adellijk geslacht van Albanese afkomst. Zes grootviziers van het Ottomaanse Rijk (waaronder Kara Mustafa, die een stiefzoon was), en verschillende anderen hoge officieren waren lid van de familie. Het tijdperk waarin deze grootviziers dienden staat bekend als het Köprülü-tijdperk van het Ottomaanse Rijk.

## Grootviziers
- Köprülü Mehmet Pasja, grootvizier van 1656 tot 1661 onder sultan Mehmet IV.
- Köprülü Fazıl Ahmet Pasja, grootvizier van 1661 tot 1676 onder sultan Mehmet IV.
- Kara Mustafa, grootvizier van 1661 tot 1676 onder sultan Mehmet IV.
- Köprülü Fazıl Mustafa Pasja, grootvizier van 1689 tot 1691 onder sultan Süleyman II.
- Köprülü Amcazade Hüseyin Pasja, grootvizier van 1697 tot 1702 onder sultan Mustafa II
- Köprülü Numan Pasja, grootvizier van 1710 tot 1711 onder sultan Ahmet III